# Пимпмобиль

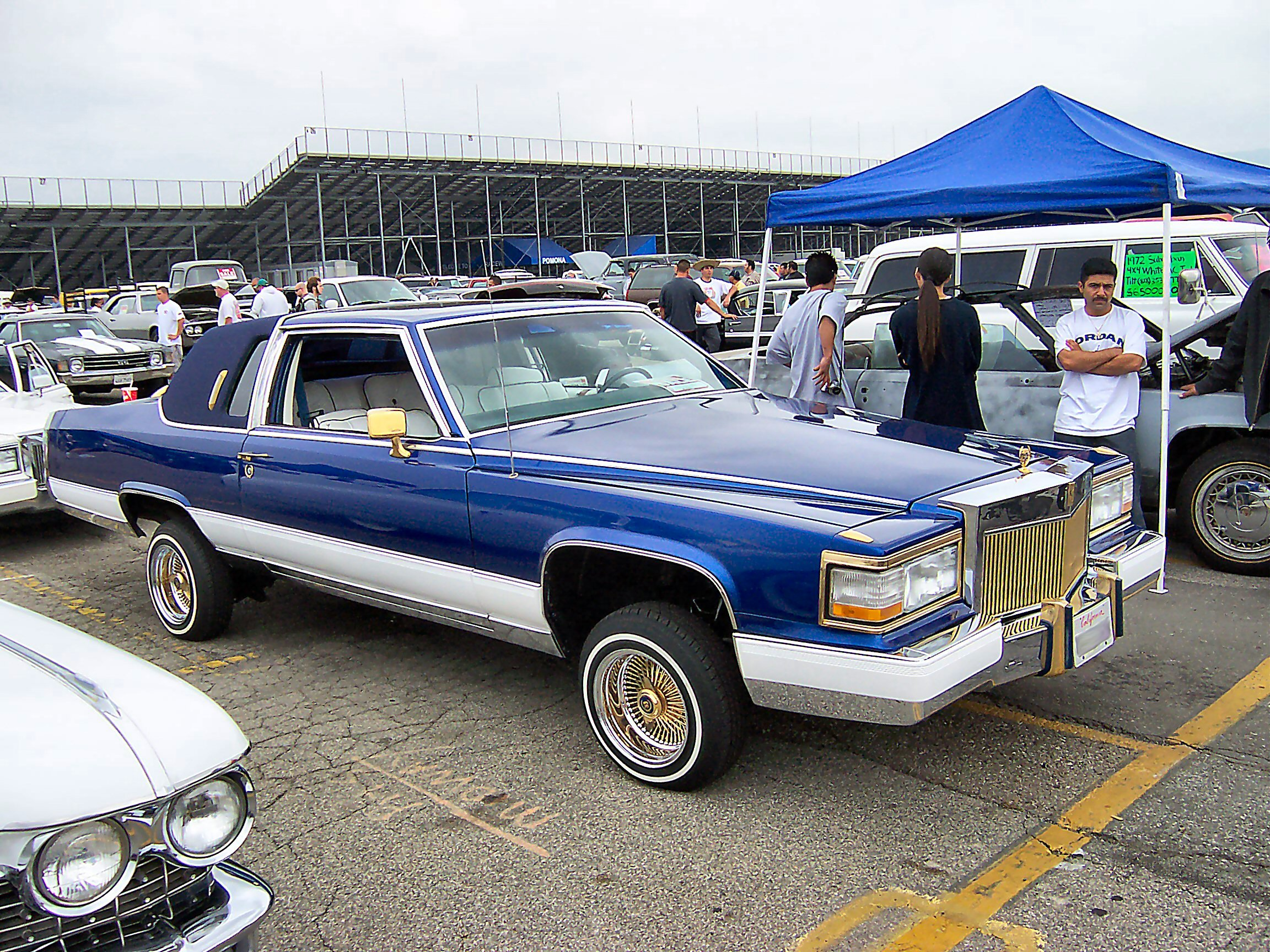
Стереотип «пимпмобиля» (умеренный)

«Пимпмобиль» (англ. Pimpmobile, «Сутенёромобиль») — американский термин для больших роскошных автомобилей, обычно Линкольнов или Кадиллаков 1970-х годов, и сильно переделанных в весьма вычурном экстравагантном стиле. В частности, эта модернизация относится к фигуркам на радиаторе, крышкам фар, стереосистемам, необычному цвету, соответствующему интерьеру, что должно было подчёркивать состоятельность и влиятельность владельца автомобиля.
Пимпмобили были популярны у сутенёров и наркоторговцев 1970—1980-х в гетто некоторых больших городов США, в том числе Нью-Йорке, Детройте и Лос-Анджелесе, и служили символом их власти над сообществами.

## История
Пимпмобили стали частью поп-культуры после их появления в 70-х годах в фильмах жанра блэксплотейшн. Эти фильмы были ориентированы на городскую чернокожую аудиторию. Актёры в них были в основном чёрные, а музыка за кадром звучала в основном в стилях фанк и соул. Сюжеты фильмов развивались в основном в гетто, а персонажами были сутенёры и наркодилеры, изображавшие стереотипного афроамериканца. Сильно переделанные пимпмобили появлялись в таких блэксплотейшн-фильмах как «Суперфлай», «Сутенёр» и «Вилли Динамит», а также в произведениях мейнстримного кинематографа — «Высшая сила», «Вашингтонское такси», «Побег из Нью-Йорка», а также в фильме про Джеймса Бонда «Живи и дай умереть». В 2000-х они появлялись в комедиях «Остин Пауэрс: Голдмембер» и «Тайный брат». Переделки стали очень популярны в Штатах среди всех расовых групп, и несколько компаний стали выпускать наборы для переделки новых моделей в пимпмобили.